# 世田谷ビジネススクエア
世田谷ビジネススクエア（せたがやビジネススクエア、英: SETAGAYA BUSINESS SQUARE、略称: SBS、副名称: GMOインターネットTOWER）は、東京都世田谷区用賀四丁目（東急電鉄用賀駅前）にある、28階建の超高層ビルを軸に8つの建物からなる商業・業務施設である。

## 概要
旧東急玉川線車庫跡地2.9haを、東京急行電鉄（現：東急）が東急不動産と共同で「ニューオフィスゾーン」として整備したもので、用賀地区地区計画により複合機能（業務、商業、住宅、文化）の調和を図るとともに駅前空間の整備を図ることを目標とし、水と樹木に囲まれた散歩道、庭園、プロムナードを配したデザイン設計、人が行き交うことを考慮しつつ、最先端の機能を備えたインテリジェンスビルで、両社のイメージリーダー的なビルプロジェクトとして計画された。
全体はタワーと中低層建築群で構成されている。タワーは街の象徴ともなり、隣接する東名高速道路を通って東京都心に入る際のランドマークとなっている。緑の屋上を階段状にステップダウンする構成の中層棟を高速道路側に配置し、敷地北側の遊歩道には2階建ての建物が面する。遊歩道は用賀駅から世田谷美術館へのアプローチであり、敷地西側で整備が止まっていた「いらかみち」をこの計画において東急グループが敷地の一部を提供し、駅まで延長され「用賀プロムナード」が完成した。
東急田園都市線用賀駅と直結しており、地下6.7mのレベルで駅とタワーをつなぐコンコースは、円形階段、サンクンガーデン、トップライト等の様々な光を取り入れる工夫がされており、地下であることを感じさせないアプローチとなっている。なお、駅直結に対する認知度向上によるテナント誘致力の強化等を狙い、SBSの共有持分にかかわる不動産信託受益権を保有する東急リアル・エステート投資法人が東急電鉄とのコラボレーションで、2013年末（公式には2014年1月1日）から用賀駅に「世田谷ビジネススクエア前」という副駅名標広告を設置している。
計画地は東京圏でも質の高い住宅エリアを後背地に抱えている地域で、従来の感覚ではオフィス立地ではなかった。このため、新しいスタイルのオフィスビルの提案、最先端の機能を持つインテリジェンスビルとして設計され、特にセキュリティに関しては最先端のICカードシステムを導入して差別化を図った。そうしたセキュリティの高さが評価され、セキュリティに関し要求が厳しい外資系企業が、開業から数年間キーテナントとして入居していた。
2021年11月22日、GMOインターネットグループが世田谷ビジネススクエアの信託受益権の55％を取得すると発表。今後、ビルの副名称を「GMOインターネットTOWER」に変え、同時に用賀駅の副駅名も2022年4月19日より「GMOインターネットTOWER前」に変更された。
2024年1月31日、GMOインターネットグループが信託受益権の35％を追加取得し、合計で90％を保有する。

## タワー
オフィス基準階は様々なオフィスランドスケープに対応しやすくするためにサイドコアプランを採用し、柱チューブによる四隅コアと長スパン梁の構造システムにより奥行のある広い無柱のオフィス空間とした。外装にはメンテナンス、外装荷重、電波反射を考慮してガラスカーテンウォールとした上で、3種類のガラスを採用して表情に変化を持たせた。
オフィスフロアには東急コミュニティー、東急カード、世田谷自然食品の本社が入居している。
また、26〜27階にはGMOインターネットグループが入居し、イベントスペース・セキュリティオペレーションセンターを開設している。

## コミュニティFM放送送信所
タワー棟の屋上には、エフエム世田谷の送信所が置かれている。
| 放送局名       | コールサイン | 周波数  | 空中線電力 | ERP | 放送エリア                                       |
| -------------- | ------------ | ------- | ---------- | --- | ------------------------------------------------ |
| エフエム世田谷 | JOZZ3BA-FM   | 83.4MHz | 20W        | 42W | 世田谷区全域, 杉並区,中野区,渋谷区,目黒区,狛江市 |